# 顧鏞 (順治丁亥進士)
顧鏞，字常孟，號勉齋，江南無錫人。清朝官员。

## 生平
顧鏞為順治四年（1647年）丁亥科進士，任戶部貴州司主事，官至廣東按察司副使。

## 家族
顧鏞出身於無錫顧氏，其家据称為三國吳丞相顧雍之後，明初自蘇州遷至無錫膠山。明中期曾有顾可学、顾可适、顾可久兄弟进士。此后至清末家族又有多人登科。